# Ksar el Boukhari
Ksar el Boukhari (o Ksar Boukhari) è un comune dell'Algeria, situato nella provincia di Médéa.